# Little Faringdon
Little Faringdon is een civil parish in het bestuurlijke gebied West Oxfordshire, in het Engelse graafschap Oxfordshire met 63 inwoners.